# NGC 2131
NGC 2131 is een onregelmatig sterrenstelsel in het sterrenbeeld Haas. Het hemelobject werd op 20 januari 1835 ontdekt door de Britse astronoom John Herschel.

## Synoniemen
- ESO 488-50
- PGC 18172